# Petersdorf (Woldegk)
Petersdorf – dzielnica miasta Woldegk w Niemczech, w kraju związkowym Meklemburgia-Pomorze Przednie, w powiecie Mecklenburgische Seenplatte, w Związku Gmin Woldegk. Do 25 maja 2019 samodzielna gmina. 